# Michaël Bournival
Michaël Bournival (né le 31 mai 1992 à Shawinigan-Sud dans la province de Québec au Canada) est un joueur professionnel canadien de hockey sur glace. Il évolue au poste d'attaquant.

## Carrière de joueur
Il est repêché au 71e rang au cours du repêchage d'entrée dans la LNH 2010 par l'Avalanche du Colorado. Il joue sa carrière junior avec les Cataractes de Shawinigan dans la Ligue de hockey junior majeur du Québec (LHJMQ).
Le 11 novembre 2010, il est échangé aux Canadiens de Montréal contre le défenseur Ryan O'Byrne.
En 2012, il commence sa carrière professionnelle avec les Bulldogs de Hamilton dans la Ligue américaine de hockey. En septembre 2013, il réussit à se tailler une place avec les Canadiens, ce qui lui permet de commencer sa carrière dans la Ligue nationale de hockey.
Le 21 octobre 2013, l'organisation du Canadien lui annonce qu'il reste avec l'équipe pour le reste de la saison. Il marque son premier but dans la LNH le 17 octobre 2013 dans une victoire 5-3 des Canadiens face aux Blue Jackets de Columbus.
Le 14 juillet 2015, il signe un nouveau contrat d'une saison avec les Canadiens de Montréal.
Le 1er juillet 2016, il signe un contrat d'une durée d'un an à deux volets avec le Lightning de Tampa Bay.
Entre 2016 et 2018, il a disputé une vingtaine de matchs avec le Lightning de Tampa Bay.
Le 14 juin 2019, il prend sa retraite à cause des conséquences liées à plusieurs commotions cérébrales. Il annonce alors qu'il commence des études de kinésiologie à l'université du Québec à Trois-Rivières.

## Statistiques

### En club
| Saison     | Équipe                   | Ligue       |     | Saison régulière | Saison régulière | Saison régulière | Saison régulière | Saison régulière |   | Séries éliminatoires | Séries éliminatoires | Séries éliminatoires | Séries éliminatoires | Séries éliminatoires |
| Saison     | Équipe                   | Ligue       | PJ  | B                | A                | Pts              | Pun              | PJ               | B | A                    | Pts                  | Pun                  |                      |                      |
| 2008-2009  | Cataractes de Shawinigan | LHJMQ       | 46  | 11               | 11               | 22               | 29               | 21               | 1 | 3                    | 4                    | 12                   |                      |                      |
| 2009-2010  | Cataractes de Shawinigan | LHJMQ       | 58  | 24               | 38               | 62               | 37               | 6                | 2 | 2                    | 4                    | 6                    |                      |                      |
| 2010-2011  | Cataractes de Shawinigan | LHJMQ       | 56  | 28               | 36               | 64               | 28               | 12               | 5 | 8                    | 13                   | 10                   |                      |                      |
| 2011-2012  | Cataractes de Shawinigan | LHJMQ       | 41  | 30               | 26               | 56               | 27               | 11               | 1 | 6                    | 7                    | 12                   |                      |                      |
| 2012       | Cataractes de Shawinigan | C. Memorial | 6   | 3                | 4                | 7                | 8                | -                | - | -                    | -                    | -                    |                      |                      |
| 2012-2013  | Bulldogs de Hamilton     | LAH         | 69  | 10               | 20               | 30               | 26               | -                | - | -                    | -                    | -                    |                      |                      |
| 2013-2014  | Canadiens de Montréal    | LNH         | 60  | 7                | 7                | 14               | 18               | 14               | 0 | 1                    | 1                    | 0                    |                      |                      |
| 2013-2014  | Bulldogs de Hamilton     | LAH         | 3   | 2                | 1                | 3                | 2                | -                | - | -                    | -                    | -                    |                      |                      |
| 2014-2015  | Bulldogs de Hamilton     | LAH         | 12  | 3                | 6                | 9                | 8                | -                | - | -                    | -                    | -                    |                      |                      |
| 2014-2015  | Canadiens de Montréal    | LNH         | 29  | 3                | 2                | 5                | 4                | -                | - | -                    | -                    | -                    |                      |                      |
| 2015-2016  | IceCaps de Saint-Jean    | LAH         | 20  | 1                | 7                | 8                | 12               | -                | - | -                    | -                    | -                    |                      |                      |
| 2016-2017  | Crunch de Syracuse       | LAH         | 38  | 9                | 10               | 19               | 18               | 22               | 8 | 7                    | 15                   | 14                   |                      |                      |
| 2016-2017  | Lightning de Tampa Bay   | LNH         | 19  | 2                | 1                | 3                | 2                | -                | - | -                    | -                    | -                    |                      |                      |
| 2017-2018  | Crunch de Syracuse       | LAH         | 57  | 15               | 19               | 34               | 55               | -                | - | -                    | -                    | -                    |                      |                      |
| 2017-2018  | Lightning de Tampa Bay   | LNH         | 5   | 0                | 0                | 0                | 0                | -                | - | -                    | -                    | -                    |                      |                      |
| 2018-2019  | Crunch de Syracuse       | LAH         | 5   | 1                | 2                | 3                | 2                | -                | - | -                    | -                    | -                    |                      |                      |
| Totaux LNH | Totaux LNH               | Totaux LNH  | 113 | 12               | 10               | 22               | 24               | 14               | 0 | 1                    | 1                    | 0                    |                      |                      |

### En équipe nationale
| Année | Compétition                      |   | PJ | B | A | Pts | Pun | +/-                |  | Résultat |
| 2009  | Défi mondial des moins de 17 ans | 5 | 2  | 3 | 5 | 6   |     |                    |  |          |
| 2010  | Championnat du monde U18         | 6 | 2  | 1 | 3 | 2   | 3   | 7e place           |  |          |
| 2012  | Championnat du monde junior      | 6 | 0  | 1 | 1 | 0   | -1  | Médaille de bronze |  |          |